# ماتيلدي هيريرا
ماتيلدي هيريرا (بالإسبانية: Matilde Herrera)‏ هي صحفية وكاتِبة وشاعرة أرجنتينية، ولدت في 1931 في بوينس آيرس في الأرجنتين، وتوفيت في 1990 بسبب سرطان.